# Демченко, Владимир Владимирович
Влади́мир Влади́мирович Де́мченко (10 июля 1909, Петербург — 13 сентября 1984) — инженер-мостостроитель, один из крупнейших строителей городских мостов в Ленинграде.

## Биография
Владимир Владимирович родился 10 июля 1909 года в Петербурге. В 1931 году окончил Ленинградский институт инженеров путей сообщения и получил диплом инженера путей сообщения.
С августа 1933 года по приглашению профессора Передерия работал прорабом на строительстве Володарского моста, а затем — на реконструкции моста Лейтенанта Шмидта через Неву.
С марта 1937 года Демченко работал в проектном отделе «Ленмосттреста», где занимался разработкой проектов Обуховского моста через Фонтанку и капитального переустройства деревянного моста Строителей через Малую Неву.
Во время войны Демченко был мобилизован, служил на Ленинградском фронте. Принимал участие в сооружении и восстановлении свайно-ледяных переправ и временных мостов на Ладожском озере, Неве, Волхов. Участвовал в постройке «Дороги жизни» на Ладожском озере. Он проектировал низководный деревянный железнодорожный мост через Неву длиной 1300 м у Шлиссельбурга.
После войны Демченко работал в проектном институте «Ленгипроинжпроект». Владимир Владимирович являлся членом президиума Ленинградского областного правления научно-технического общества коммунального хозяйства и членом Градостроительного совета Ленинграда. В течение многих лет он руководил дипломным проектированием студентов кафедры «Мосты» ЛИИЖТа.
В. В. Демченко скончался 13 сентября 1984 года.

## Построенные объекты
- Обуховский мост через Фонтанку (1939—1940)
- Большой Ильинский мост через Охту (1950)
- 3-й Елагин мост через Большую Невку (1949—1951)
- Египетский мост через Фонтанку (1954—1955)
- Ушаковский мост через Большую Невку (1953—1955)
- Каменноостровский мост через Малую Невку (1953—1955)
- Сампсониевский мост через Большую Невку (1955—1958)
- Биржевой мост через Малую Неву (1957—1960)
- Мост Красного Курсанта через Ждановку (1962 год)
- Тучков мост через Малую Неву (1962—1965)